# Taguchi Junnosuke
Taguchi Junnosuke (på japanska 田口淳之介), född 29 november 1985, är en japansk sångare och skådespelare 
Junno är första T'et i japanska popgruppen KAT-TUN och den med mest humor av dem alla; han är välkänd för sitt ständiga leende och "iriguchi, deguchi, Taguchi desu" (ordlek på hans efternamn Taguchi, meningen blir översatt som "ingång, utgång, jag är Taguchi").

## Diskografi
Se bandet KAT-TUN.

## Filmografi

### Draman
- Yukan Club - Bido Granmarie (NTV, 2007)
- Hanayome to Papa - Miura Seiji (Fuji TV, 2007)
- Happy! 2 - Ootori Keiichiro (TBS, 2006)
- Happy! - Ootori Keiichiro (TBS, 2006)
- Ganbatte Ikimasshoi - Nakata Saburo (2005)
- Omae no Yukichi ga Naiteiru - Hizikata Haruki (TV Asahi, 2001)
- Shounen wa Tori ni Natta (TBS, 2001)

### Filmer
- Mouhouhan

### Musikaler
- SHOCK Digest (2003)
- Dream Boy (2004)
- SUMMARY (2004)
- Dream Boys 2006

## Priser
- 11 Nikkan Sports Drama Grand Prix (2007): Best Supporting Actor i Yukan Club